# Caspari-Kaserne
Die Caspari-Kaserne war ein Stützpunkt der Bundeswehr in Delmenhorst. Die im Jahre 1935 eröffnete Kaserne war nach Walter Caspari benannt. Das Areal der Kaserne war 35 ha groß.
Unter anderem war in der Kaserne das Flugabwehrraketenbataillon 24 untergebracht, die mit Nike ausgestattet war. Bis 1993 war sie militärischer Standort, danach wurde sie bis 2003 von der Standortverwaltung genutzt. Die Bundeswehr zog 2004 die letzten Gebäude leer. Das Gelände wurde veräußert.
Das Gebäude der Waffenmeisterei wurde im November 2001 unter Denkmalschutz gestellt. Im Oktober 2008 wurde der Denkmalschutz für die Waffenmeisterei aufgehoben. Kurz darauf wurde die Waffenmeisterei abgerissen. Von den 1935 gebauten Gebäuden stand 2016 nur noch die ehemaligen Hufbeschlagsschmiede. Alle anderen Gebäude wurden abgerissen. 

## Nutzung
Ab 1935 waren wechselnde Einheiten von Polizei und Wehrmacht in der Kaserne untergebracht. Im Zweiten Weltkrieg waren verschiedene Einheiten des Ersatzheeres in der Kaserne stationiert. Nach dem Krieg wurde die Kaserne bis 1958 teilweise von britischen Truppen, Flüchtlingen und Gewerbebetrieben genutzt. Ab 1958 brachte die Bundeswehr verschiedene Einheiten unter. 1964 wurde das Flugabwehrraketenbataillon 24 in die Kaserne verlegt, im April 1968 folgte das Flugabwehrraketenbataillon 35. 
1994 wurde der Großteil der Kaserne geräumt und nur die Standortverwaltung blieb. Das Gelände wurde an ein Bauunternehmen für 6 Mio. DM verkauft. In den folgenden Jahren wurden mehr und mehr Gebäude abgerissen und Gewerbebetriebe zogen auf das Gelände.